# Tubulare Umgebung
In der Mathematik ist die tubulare Umgebung oder Tubenumgebung ein häufig verwendetes technisches Hilfsmittel der Differentialtopologie.

Tubenumgebung einer Kurve in der Ebene

Tubenumgebung einer Kurve in einer nicht-orientierbaren Fläche

## Satz von der Tubularen Umgebung
Es sei {\displaystyle M} eine differenzierbare Mannigfaltigkeit und {\displaystyle N\subset M} eine kompakte differenzierbare Untermannigfaltigkeit. Dann gibt es eine Umgebung {\displaystyle U(N)} von {\displaystyle N} in {\displaystyle M} mit der folgenden Eigenschaft:
Es gibt ein Faserbündel {\displaystyle U(N)\to N} mit Totalraum {\displaystyle U(N)}, Basis {\displaystyle N} und Faser diffeomorph zu
{\displaystyle B^{k}=\{x\in \mathbb {R} ^{k}\ |\ |x|<1\},k=\dim(M)-\dim(N)}.
Weiterhin ist {\displaystyle N\subset U(N)} der Nullschnitt dieses Faserbündels.
Diese Umgebung {\displaystyle U(N)} wird als Tubenumgebung von {\displaystyle N} bezeichnet, sie ist nur bis auf Isotopie eindeutig bestimmt.